# تريزا وايزمان
تريزا وايزمان (بالإنجليزية: Theresa Wiseman)‏ (1956 - ) هي لاعبة كرة قدم بريطانية في مركز حراسة المرمى.

## وصلات خارجية
- تريزا وايزمان على موقع IMDb (الإنجليزية)